# Simac Ladies Tour
El Holland Ladies Tour és una cursa ciclista femenina per etapes que es disputa anualment per les carreteres dels Països Baixos. Creada el 1998, forma part del calendari de l'UCI. A partir del 2011, i per motius de patrocini, se l'ha anat canviant de nom; així se l'ha conegut com a Profile Ladies Tour al 2011, BrainWash Ladies Tour al 2012, Boels Rental Ladies Tour des del 2013 i Simac Ladies Tour a partir del del 2021.
El 2017 entra a formar part del calendari de l'UCI Women's WorldTour.

## Palmarès
| Any  | Vencedora                   | Segona               | Tercera              |         |
| ---- | --------------------------- | -------------------- | -------------------- | ------- |
| 1998 | Elsbeth Vink                | Leontien van Moorsel | Ingunn Bollerud      |         |
| 1999 | Leontien van Moorsel        | Judith Arndt         | Susanne Ljungskog    |         |
| 2000 | Mirjam Melchers             | Ina-Yoko Teutenberg  | Susanne Ljungskog    |         |
| 2001 | Petra Rossner               | Diana Žiliūtė        | Debby Mansveld       |         |
| 2002 | Debby Mansveld              | Mirjam Melchers      | Arenda Grimberg      |         |
| 2003 | Susanne Ljungskog           | Trixi Worrack        | Olga Zabelínskaia    |         |
| 2004 | Mirjam Melchers             | Trixi Worrack        | Sissy van Alebeek    |         |
| 2005 | Tanja Hennes                | Susanne Ljungskog    | Mirjam Melchers      |         |
| 2006 | Susanne Ljungskog           | Trixi Worrack        | Judith Arndt         |         |
| 2007 | Kristin Armstrong           | Judith Arndt         | Linda Villumsen      |         |
| 2008 | Charlotte Becker            | Ina-Yoko Teutenberg  | Irene van den Broek  |         |
| 2009 | Marianne Vos                | Kirsten Wild         | Ina-Yoko Teutenberg  |         |
| 2010 | Marianne Vos                | Kirsten Wild         | Ellen van Dijk       |         |
| 2011 | Marianne Vos                | Emma Johansson       | Kirsten Wild         |         |
| 2012 | Marianne Vos                | Evelyn Stevens       | Judith Arndt         |         |
| 2013 | Ellen van Dijk              | Annemiek van Vleuten | Lizzie Armitstead    |         |
| 2014 | Evelyn Stevens              | Lisa Brennauer       | Ellen van Dijk       |         |
| 2015 | Lisa Brennauer              | Lucinda Brand        | Ellen van Dijk       |         |
| 2016 | Chantal Blaak               | Ellen van Dijk       | Alena Amialiússik    |         |
| 2017 | Annemiek van Vleuten        | Anna van der Breggen | Ellen van Dijk       |         |
| 2018 | Annemiek van Vleuten        | Ellen van Dijk       | Anna van der Breggen |         |
| 2019 | Christine Majerus           | Lorena Wiebes        | Lisa Klein           |         |
| 2020 | suspesa                     | suspesa              | suspesa              | suspesa |
| 2021 | Chantal van den Broek-Blaak | Marlen Reusser       | Ellen van Dijk       |         |
| 2022 | Lorena Wiebes               | Audrey Cordon-Ragot  | Karlijn Swinkels     |         |
| 2023 | Lotte Kopecky               | Lorena Wiebes        | Anna Henderson       |         |
| 2024 | Lotte Kopecky               | Franziska Koch       | Zoe Bäckstedt        |         |
| 2025 |                             |                      |                      |         |